# ANGPTL2
Ангиопоэтин-подобный белок 2 (англ. angiopoietin-related protein 2; ANGPTL2) — гликопротеин семейства ангиопоэтин-подобных белков, продукт гена человека ANGPTL2.

## Функции
Ангиопоэтин-подобный белок 2 участвует в прорастании эндотелиальных клеток посредством своего ауто- и паракринового действия. Играет роль в воспалении.

## Структура
Белок состоит из 471 аминокислоты, молекулярная масса непроцессированного белка — 57,1 кДа. Белок включает C-конечный фибриноген-подобный домен и до 2 участков N-гликозилирования. 

## Тканевая специфичность
ANGPTL2 экспрессирован в сердце, толком кишечнике, селезёнке и желудке. Небольшой уровень продукции белка также обнаружен в толстом кишечнике, яичниках, надпочечниках, скелетных мышцах и предстательной железе.